# Virusno breme
Virusno breme ali virusna obremenitev (angl. viral load) je merilo resnosti okužbe z določenim virusom in podaja oceno količine virusa v ustrezni telesni tekočini (npr. v krvi). Pogosto se podaja kot število kopij RNK (pri virusih RNK) oziroma DNK (pri virusih DNK) na mL krvne plazme. Določanje virusnega bremena je sestavni del spremljanja kronične okužbe z virusom, na primer pri spremljanju poteka okužbe z virusom HIV. Prav tako je pomembno pri ugotavljanju okužb pri bolnikih z imunsko pomanjkljivostjo, na primer po presaditvi organa. Trenutno se izvajajo rutinska testiranja virusnega bremena pri okužbah z virusom HIV-1, s citomegalovirusom, z virusom hepatitisa B in virusom hepatitisa C.